# 尾形六郎兵衛
尾形 六郎兵衛（おがた ろくろうべえ、1901年（明治34年）3月29日 - 1973年（昭和48年）7月24日）は、日本の漁業家、政治家、参議院議員、自由党所属、栄典は正五位・勲三等・瑞宝章・藍綬褒章、幼名は昌作。

## 経歴
- 1901年（明治34年）3月29日 - 北洋漁業の先覚者・（先代）尾形六郎兵衛の長男として加茂村（現・鶴岡市加茂）に生れる。
- 1920年（大正9年） - 荘内中学校（現・山形県立鶴岡南高等学校）卒業、六郎兵衛襲名
- 1924年（大正13年） - この年に行われた農務局調査では、約94町歩の農地を所有していた。
- 1925年（大正14年） - 欧米各国を周遊。
- 1933年（昭和8年） - 鋼鉄製大型漁船を建造
- 1937年（昭和12年） - 高坂の洞春院の隣に楠公館を建設
- 1939年（昭和14年） - 中国の海南島で漁場開拓
- 1944年（昭和19年） - 山形県水産会長就任
- 山形県漁業協同組合連合会長
- 山形県漁港協会長
- 日本水難救済会山形県支部長
- 1947年（昭和22年）
  - 4月20日 - 第1回参議院議員通常選挙（山形県選挙区・無所属・125891票獲得）初当選
  - 8月15日 - 昭和天皇が鶴岡市に行幸（昭和天皇の戦後巡幸）。水産業について奏上する機会を得る[1]。
- 電気通信省政務次官
- 1950年（昭和25年）6月4日 - 第2回参議院議員通常選挙（山形県選挙区・自由党公認・221358票獲得）落選
- 1952年（昭和27年） - 山形県漁業協同組合連合会長辞任
- 1957年（昭和32年） - 日本相撲協会木戸御免
- 原敬句碑建設委員会（足達兼一郎会長）の発起人となる。
- 1963年（昭和38年）10月17日 - 同句碑建立除幕式に出席（碑文には9月17日）
- 鶴陵文化懇話会会長
- 1973年（昭和48年）7月24日 - 死去。鶴岡市加茂の少林寺に墓がある。

## 叙勲
- 1966年（昭和41年）11月19日 - 藍綬褒章
- 1971年（昭和46年）4月29日 - 勲三等瑞宝章
- 1973年（昭和48年）7月24日 - 正五位

## 著作物

### 著書
- 1961年（昭和36年） - 『六十年目の自画像 - 旅と相撲と人生と - 』 東都書房（出版）
- 1964年（昭和39年） - 『秋の蝶』 原敬句碑保存会（出版）
- 1966年（昭和41年） - 『岩手の歌人と山形の文豪 - 啄木と樗牛と - 』 三山中央会（出版）
- 1967年（昭和42年） - 『待望の月山ハイウェー - 六十里越は変貌する - 』 鶴陵文化懇話会（出版）
- 1969年（昭和44年） - 『松前から筑紫まで - その旅路に史跡を探る - 』 講談社（出版）
- 1969年（昭和44年） - 『木簡で知る奈良朝時代の魚介類』 漁船保険中央会（出版）

### 共著
- 1974年（昭和49年） - 『藤の花』 尾形昌夫（共著者・出版）

### 関連書籍
- 1999年（平成11年） - 『海南島水産物語　昭和14年～昭和17年』 尾形昌夫（著）

## 参考資料
- 『庄内人名辞典』 大瀬欽哉（代表編者） 致道博物館内「庄内人名辞典刊行会」（発行）
- 郷土の先人・先覚
- 『官報』 1966年11月22日 本紙 11983 褒賞
- 『官報』 1971年04月30日 号外 49 叙位・叙勲
- 『官報』 1973年08月03日 本紙 13982 叙位・叙勲